# Gabriel Merz
Gabriel Merz (ur. 3 czerwca 1971 w Stuttgarcie) – niemiecki aktor, reżyser i scenarzysta.

## Wybrana filmografia

### Seriale
- 1997: First Love - Die große Liebe jako Dennis
- 1999: Aus heiterem Himmel jako Florian
- 1999: SOKO München jako Fernando Alvarez
- 2000: Aus gutem Haus jako Dago
- 2002: Im Namen des Gesetzes jako Antonio Peck
- 2007: Kobra – oddział specjalny – odc. Auf Leben und Tod jako Erik Gehlen
- 2008: Unschuldig jako Ingo Kiesling
- 2010: Countdown - Die Jagd beginnt jako Lothar Hartwig
- 2010: Kobra – oddział specjalny – odc. Zły bank (Bad Bank) jako Bossmann
- 2016-2018: Der Lehrer jako Michael Jäger
- 2019: Kobra – oddział specjalny – odc. Koniec służby (Dienstschluss) jako Andreas Bröcker